# Mémorial national sud-africain du bois Delville
Pour un article plus général, voir Sites funéraires et mémoriels de la Première Guerre mondiale (Front Ouest).
Le mémorial national sud-africain du bois Delville est un monument commémoratif de la Première Guerre mondiale situé sur le territoire de la commune de Longueval, dans le département de la Somme. Il commémore l’engagement des troupes sud-africaines pendant la Grande Guerre. Un musée commémoratif retrace l’histoire de la participation de l’Afrique du Sud à la Première, à la Seconde Guerre mondiale et aux différents conflits de la guerre froide. Le cimetière militaire britannique du bois Delville est situé en face du mémorial.
Le bois Delville représente, pour les Sud-Africains, le lieu où les soldats de l'Union sud-africaine ont été engagés pour la première fois sur le front occidental. Le 14 juillet 1916, la brigade sud-africaine, composée de quatre bataillons, environ 3 150 hommes, avait reçu l'ordre de tenir ses positions « coûte que coûte ».  Sous le feu incessant de l'artillerie ennemie, ils avaient résisté et connus un véritable enfer (Delville wood fut  rebaptisé Devil wood, le bois du Diable). Quand ils furent relevés le 20 juillet, ils laissèrent 1 080 des leurs, tués ou disparus et 1 735 blessés.

## Histoire

### La bataille du bois Delville (juillet 1916)
Situé dans un parc de 63 ha, le mémorial national sud-africain du bois Delville commémore le sacrifice sur le sol de France des soldats de la 1re Brigade d'infanterie sud-africaine (1st South African Infantry Brigade) qui prit part aux combats de la Bataille de la Somme à partir du 15 juillet 1916.
Pendant cinq jours, les Sud-Africains, commandés par le brigadier-général Henry Timson Lukin, subirent, coupés de l'arrière, dans le secteur de Longueval, au bois Delville appelé Devil Wood (bois du Diable) par les soldats anglophones, de très violents tirs d'artillerie (jusque 400 coups à la minute). Des 3 200 hommes qui constituaient la brigade, seuls 143 sortirent indemnes des tranchées…

### Les Sud-Africains dans la Première Guerre mondiale
Au cours des deux guerres mondiales, si seuls les hommes blancs ont pu s'enrôler en tant que combattants au sein des Forces de Défense sud-africaines, les noirs, les métis et les Indiens d'Afrique du Sud avaient pu s'engager volontairement pour servir militairement en tant que non-combattants. Si 90 000 Sud-Africains noirs et métis accomplirent principalement des tâches de travail et de transport, 25 000 volontaires noirs servirent en France au sein du  South African Native Labour Contingent (SANLC), la plupart d'entre eux affectés au déchargement dans les grands ports français.
En 1917, le navire Mendi, transportant un contingent du SANLC de 802 soldats noirs, 5 officiers blancs et 17 sous-officiers, sombra, emportant avec lui 626 hommes du SANLC (un épisode de la guerre représenté sur un des panneaux du musée, œuvre de Jo Roos). La plupart d'entre eux sont commémorés sur le mémorial aux disparus en mer d'Hollybrook à Southampton.
En tout, sur 11 575 Sud-Africains tués durant la Première Guerre mondiale, il y eut, en Europe, 1 120 morts parmi les recrues des SANLC dont 260 enterrés au cimetière britannique d'Arques-la-Bataille.
En outre, deux bataillons du Cape Corps servirent en tant qu'unités combattantes en Afrique orientale et en Palestine durant la Première Guerre mondiale.

### Construction du mémorial
Le mémorial national sud-africain du bois Delville a été inauguré le 10 octobre 1926, par le général James Barry Munnik Hertzog, premier Ministre sud-africain, l'écrivain et homme politique Sir Percy Fitzpatrick, le maréchal Douglas Haig et les veuves des généraux Louis Botha et H.T. Lukin.

### Le mémorial contesté

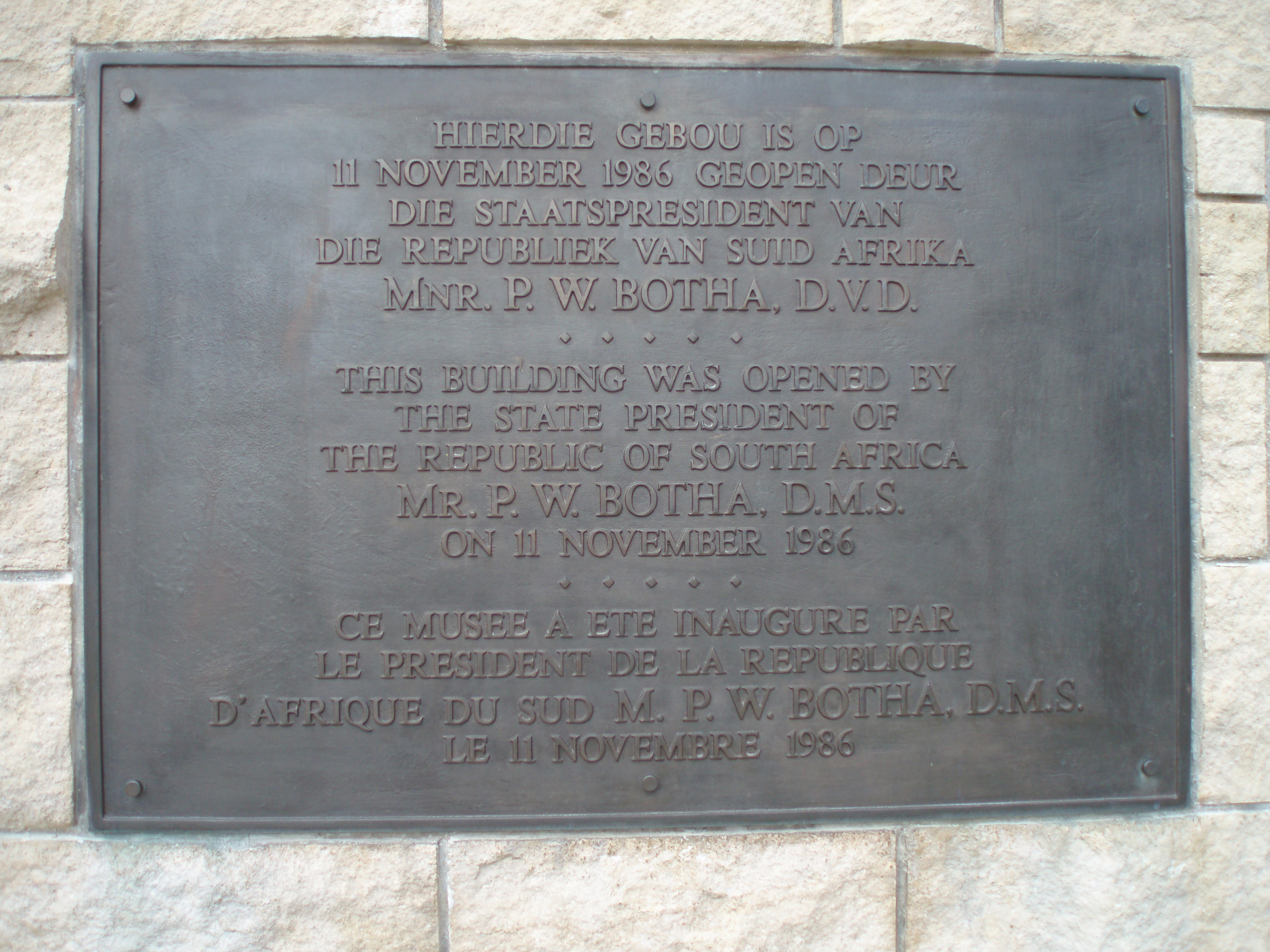
Plaque commémorative en anglais, afrikaans et français relatant l'ouverture du musée national sud-africain à Longueval par le président Pieter Botha le 11 novembre 1986.

En novembre 1986, le MRAP organise avec la Ligue des droits de l'homme et SOS Racisme, une manifestation  à Longueval pour protester contre l'hommage rendu par le président Botha aux soldats sud-africains. 

La CGT est la première à organiser, le 6 novembre 1986, une journée d'action contre la visite du président sud-africain. Cela s'est concrétisée par une journée de manifestation à Paris et en provinces au cours de laquelle se sont joints plusieurs personnalités engagées comme Bernard Lavilliers, Salif KeÏta, Rachid Bahri, Jean Ferrat, Bernadette Lafont, Isabelle Huppert, Didier Daeninckx, des dirigeants de la CGT, de l'OIM, de l'ANC, du PCF, de la SWAPO, de la FEN, du SNES, de la jeunesse communiste, de l'AFASPA
(Association française d’amitié et de solidarité avec les peuples d’Afrique), etc.. 

Le 11 novembre, ils sont rejoints par la section de Lille du Parti communiste français, la Ligue communiste révolutionnaire, des associations regroupant des immigrés, le Comité régional anti-fasciste et anti-raciste (CRAFAR), l'Union locale de Lille de la CFDT, le Mouvement de la paix. 

Lors de la manifestation, le MRAP plante, devant l'église de Longueval, deux arbres, l'un à feuilles blanches et l'autre à feuilles rouges, pour dénoncer un régime qui classe les hommes selon la couleur de leur peau. »,,,.
Selon toutes ces organisations, le but est non seulement de protester contre la venue du Président Botha mais aussi contre un mémorial organisé selon les principes de l'apartheid avec des tombes et des plaques pour les Blancs et une fosse commune sans aucun nom pour les Noirs. Par ailleurs, le MRAP y voit un  mémorial de l'apartheid et affirme que le monument ne comporte pas de noms de Sud-Africains Noirs.
En fait, le mémorial ne porte aucun nom et aucun soldat noir sud-africain n'est alors enterré à Longueval. En effet, seuls les hommes blancs avaient eu le droit de s'enrôler dans les troupes combattantes au sein des Forces de défense de l'Union Sud-Africaine et de porter des armes. Enfin, le mémorial fut construit et inauguré en 1926, soit avant que la politique institutionnelle de l'apartheid n'ait été conçue et appliquée (1948-1991) quoique la ségrégation raciale existât, de fait, en Afrique du Sud.

### Un nouveau symbole de la «  nation arc-en-ciel»
Le dimanche 6 juillet 2014, une cérémonie au cimetière militaire du bois Delville s’est tenue en présence du vice-président sud-africain, Cyril Ramaphosa, de Nathi Mthethwa, ministre de la Culture, et de Nomaindia Mfeketo (en), ministre adjointe aux Relations internationales et à la Coopération. À partir de ce jour, «  l’Afrique du Sud regarde son histoire pour la deuxième fois  », a affirmé Cyril Ramaphosa, en présidant à l’inhumation du premier soldat sud-africain noir mort en France, durant la Grande Guerre, Beleza Miengoua, volontaire noir de la SANLC, exhumé d'un cimetière du Havre et enterré désormais auprès de «  ses frères blancs  ». «  Durant l’apartheid, ils séparaient même les morts. Ainsi les soldats blancs ont été enterrés dans un même lieu, tandis que les soldats noirs ont été éparpillés dans différents cimetières de France. » Il s’agit là d’un symbole pour la cohésion de la Nation arc-en-ciel d’aujourd’hui, a rappelé Cyril Ramaphosa.
Beleza Miengoua est devenu officiellement, le symbole posthume des soldats noirs sud-africains morts lors de la Première Guerre mondiale et le seul dont le nom est inscrit sur un cénotaphe.

### Centenaire de la bataille du bois Delville
Le président sud-africain Jacob Zuma, s'est rendu à Longueval, le 12 juillet 2016 accompagné du secrétaire d'État aux anciens combattants français pour inaugurer, au mémorial national sud-africain du bois Delville, un « mur de la mémoire » sur lequel sont inscrits les noms de 14 000 soldats sud-africains — toutes ethnies confondues — morts au cours des conflits auxquels l'Afrique du Sud a participé au XXe siècle.

## Caractéristiques du site

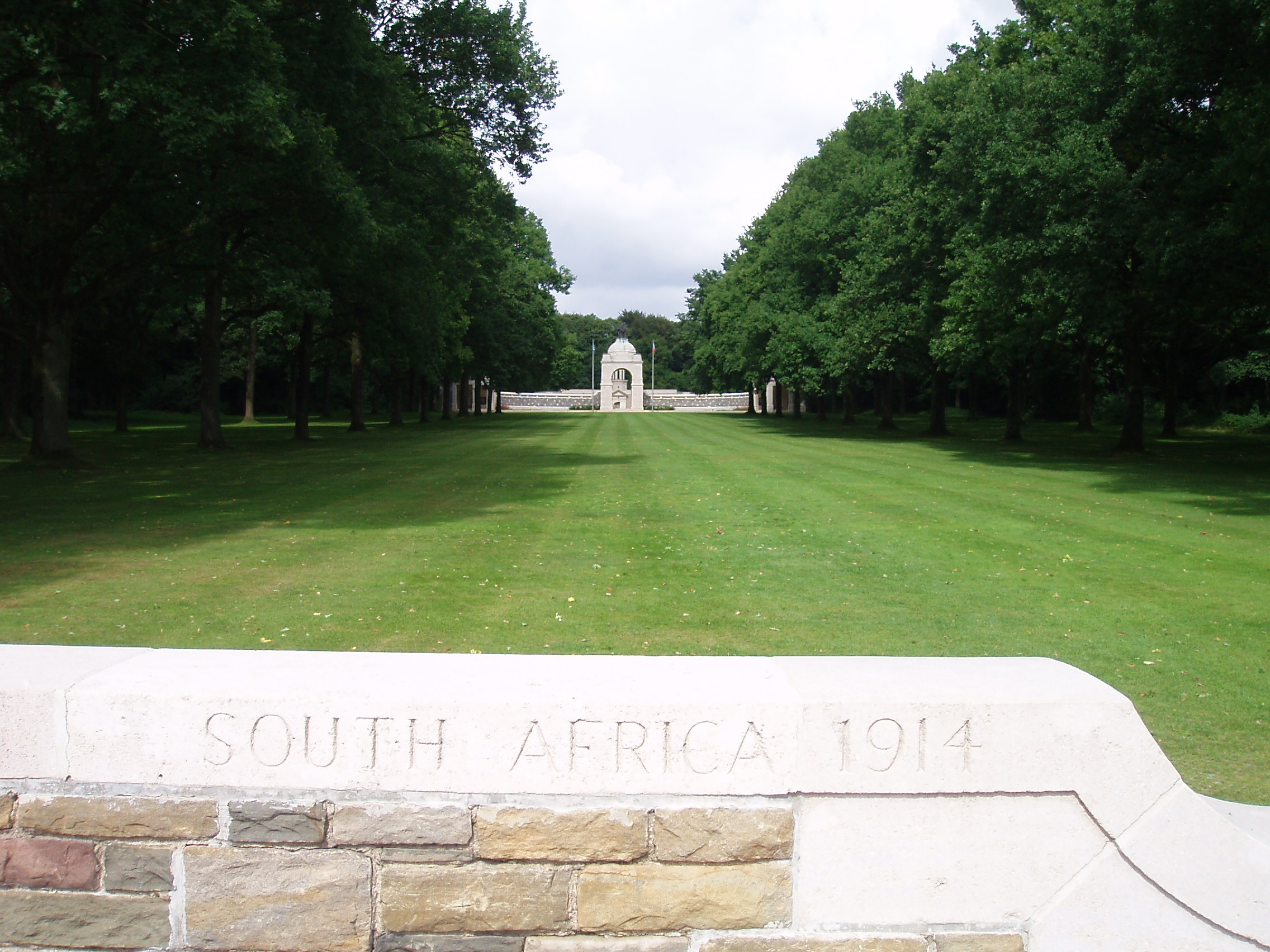

Le site du bois Delville se compose d'un parc paysager, du mémorial sud-africain, et du musée sud-africain. En face du bois, est situé un cimetière militaire britannique.

### Le parc
Le bois Delville rebaptisé « Devil wood » - le « bois du diable » par les soldats britanniques fut ravagé par les combats fut acheté par l'Union sud-africaine, alors dominion britannique en 1920. 

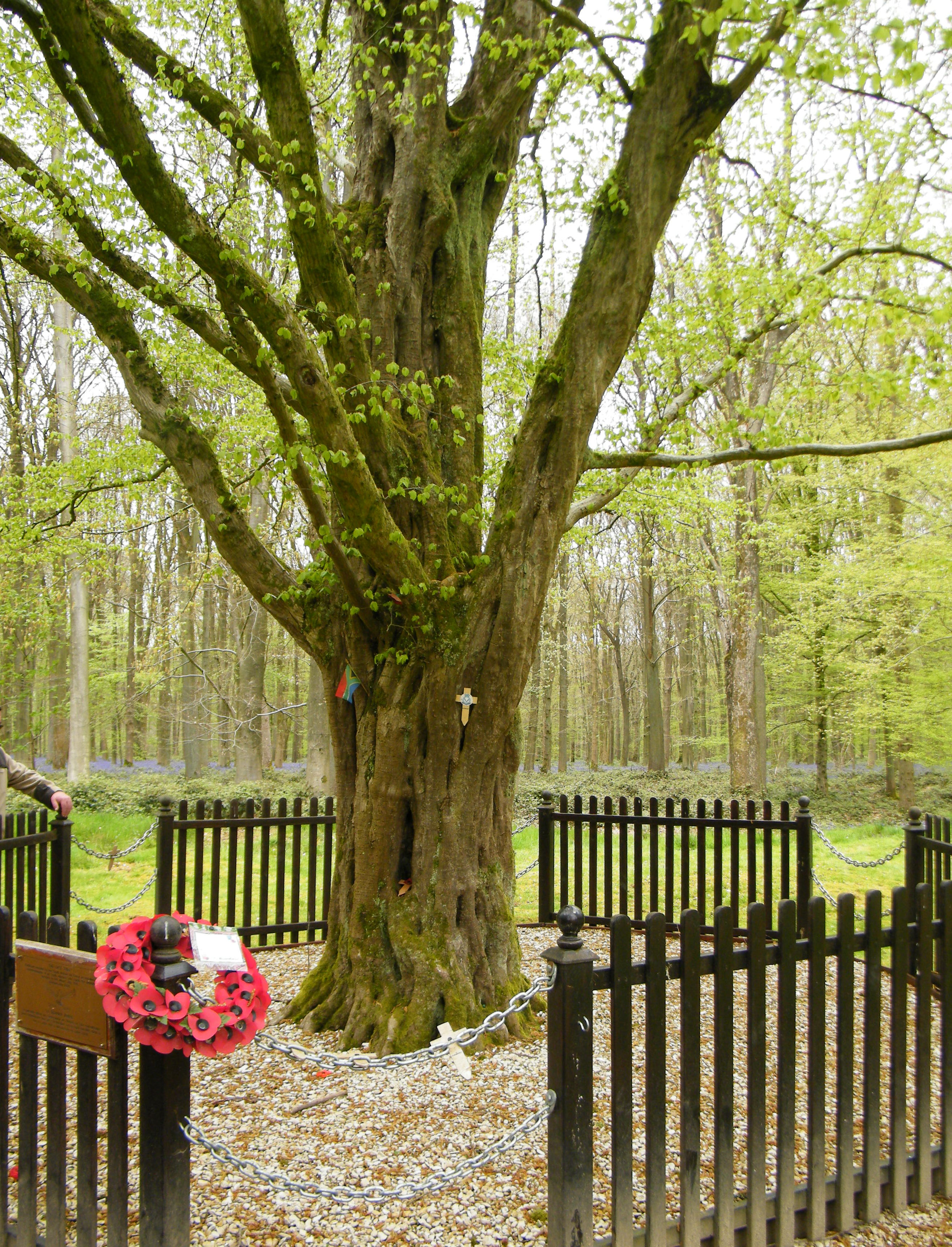
Le Dernier Arbre

La superficie du bois, qui a conservé peu ou prou son contour de 1916, est de 63 hectares. Le site a été replanté notamment de chênes provenant d'Afrique du Sud. 
Une large allée centrale conduit au mémorial. Elle est bordée de deux rangées de chênes. L'histoire de ses chênes est singulière : en 1920, le Département forestier sud-africain fut chargé de la replantation du bois. Des glands tombés d'un chêne issu d'un des six glands de chênes du Limousin apportés en Afrique du Sud par Jean Gardiol, huguenot français, en 1688, furent mis à germer puis envoyés en France. Ils permirent de reboiser en partie le bois Delville et notamment l'allée centrale.

Les allées du bois ont repris le tracé des allées cavalières d'avant la Grande Guerre. Élargies, elles portent des noms qui sont gravées sur des bornes à chaque intersection d'allées.  
Le Dernier Arbre est le nom donné à un charme, seul arbre à avoir survécu aux combats du bois Delville. Il a été préservé lors de la replantation du bois. Des pousses de cet arbre furent amenées en Afrique-du-Sud et ont été plantées en plusieurs lieux dont le Jardin du Souvenir de Pietermaritzburg.

### Le mémorial

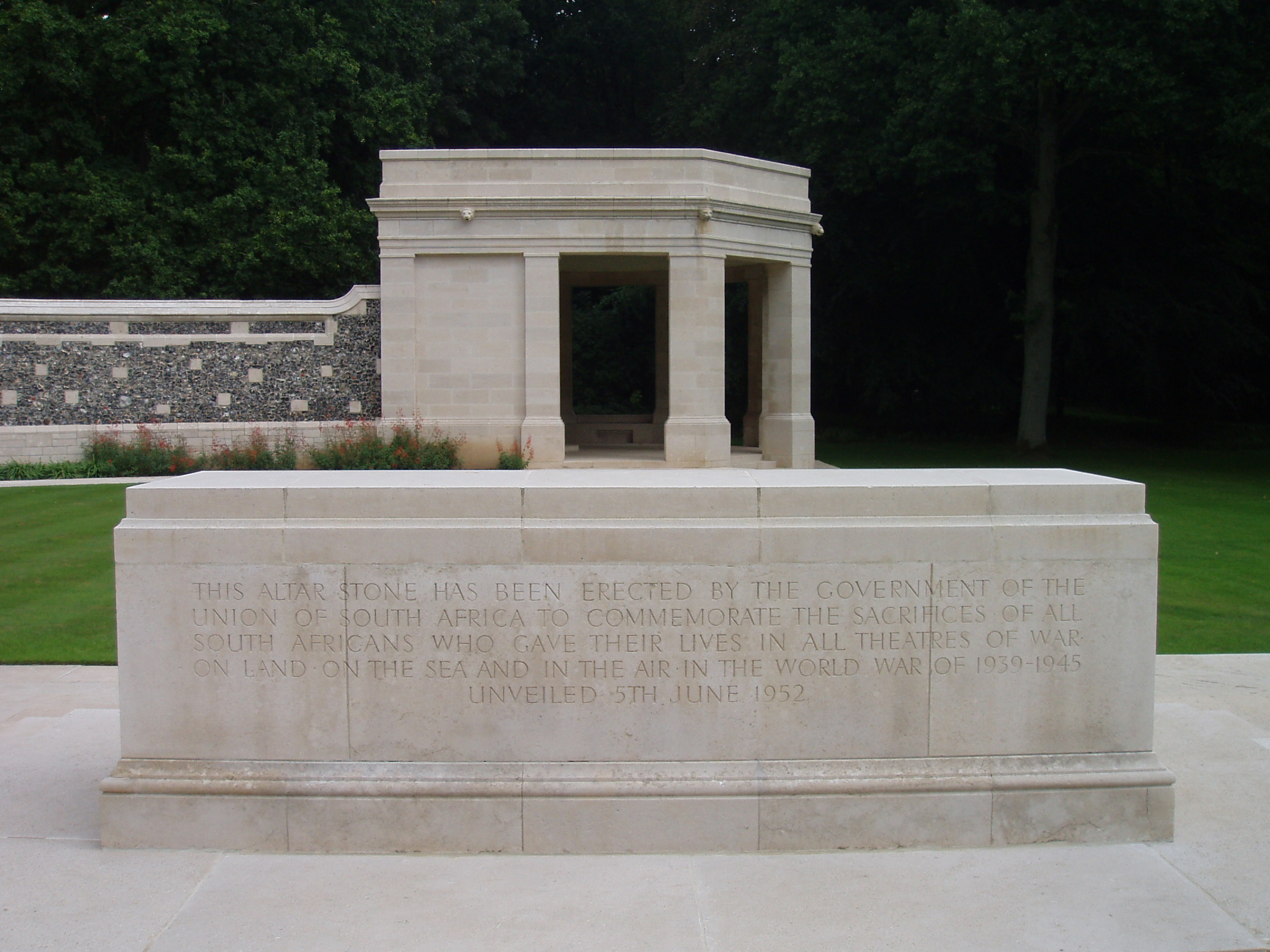
La pierre du Souvenir.

Le mémorial se situe en face du cimetière militaire du bois Delville, à l’extrémité d’une large allée bordée de chênes, dont les glands originels provenaient d’Afrique du Sud.
Le mémorial monumental est composé :
- d'un arc de triomphe dû à Herbert Baker, surmonté par un groupe sculpté en bronze, réalisé par Alfred Turner. Cette sculpture est une allégorie représentant les Dioscures, Castor et Pollux, les jumeaux de la mythologie grecque, symbolisant les colons anglais et les Afrikaners (Boers) jadis ennemis mais désormais unis dans la guerre, tenant un cheval fougueux (symbolisant le nouvel État qu'est l'Union sud-africaine) ;
- d'un cénotaphe situé quelques mètres derrière le monument. Il est l’œuvre de l’architecte Herbert Baker.

Le 5 juin 1952, une pierre du Souvenir fut inaugurée par la mère du major Edwin Swales, un aviateur sud-africain décoré à titre posthume de la Victoria Cross. Cet autel est alors dédié à la mémoire de tous les Sud-Africains tombés durant la Seconde Guerre mondiale.

### Cimetière militaire du bois Delville (Delville Wood Cemetery)

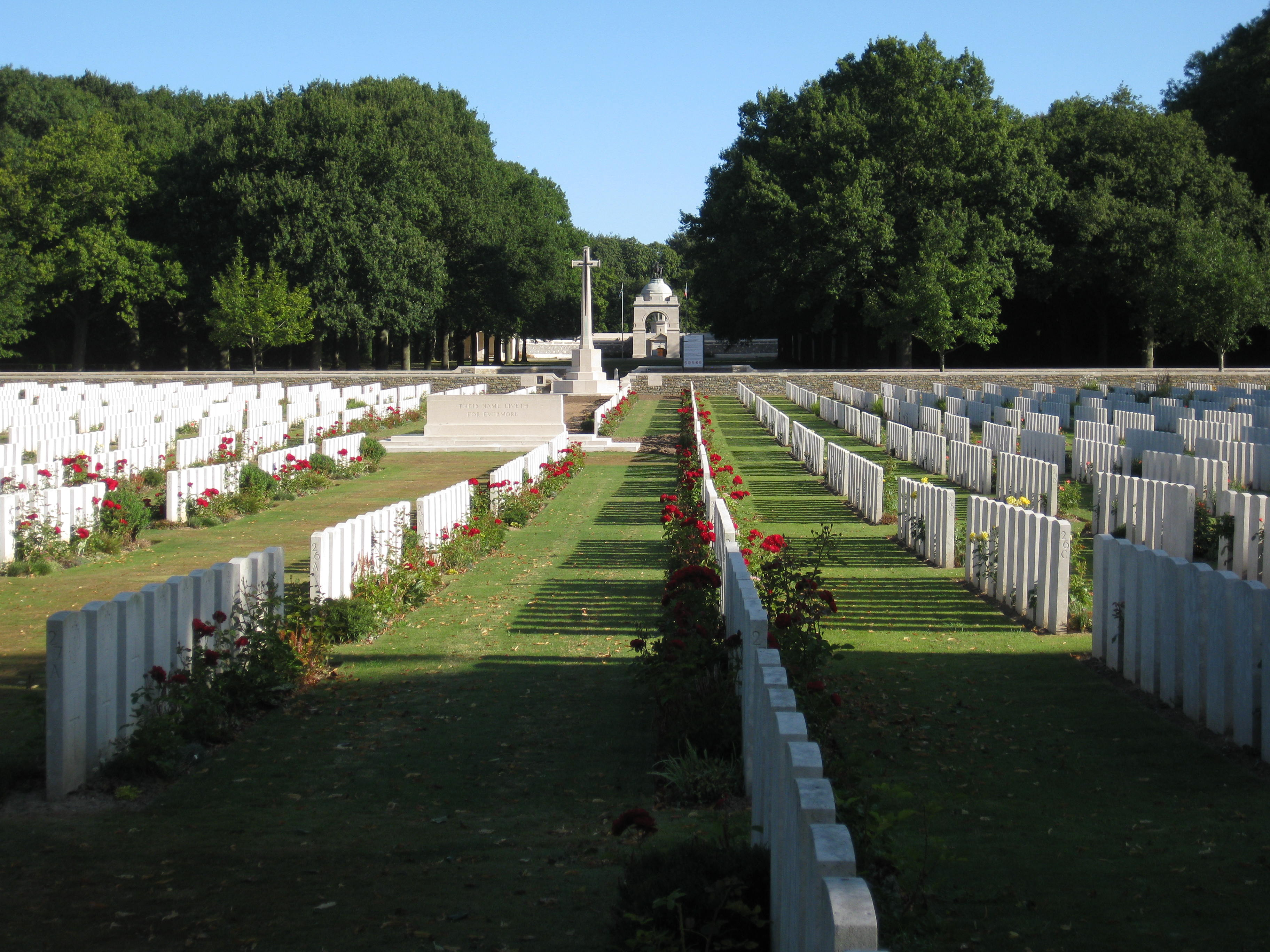
Le cimetière de Delville Wood.

#### Caractéristiques
La nécropole est située en face du mémorial du bois Delville. Elle contient 5 523 corps (5 242 Britanniques, 29 Canadiens, 81 Australiens, 19 Néo-Zélandais et 152 Sud-Africains), dont 3 500 non identifiés.
Les combats du bois Delville, surnommé Delvil's Wood (bois du Diable) par les soldats anglophones, (14-20 juillet 1916), ont fait 1 080 tués ou disparus sud-africains, seuls 152 d'entre eux reposent dans ce cimetière. Certains ont été inhumés dans d'autres cimetières (104 hommes sont morts des suites de leurs blessures) mais on estime que plus de 500 d'entre eux sont toujours ensevelis dans le bois.
Cette nécropole a été édifiée après le 11 novembre 1918. Sont rassemblées là les tombes provenant d'autres cimetières ainsi que des tombes isolées.  C'est, par le nombre de personnes inhumées, le troisième cimetière militaire britannique du département de la Somme.

### Le Musée commémoratif

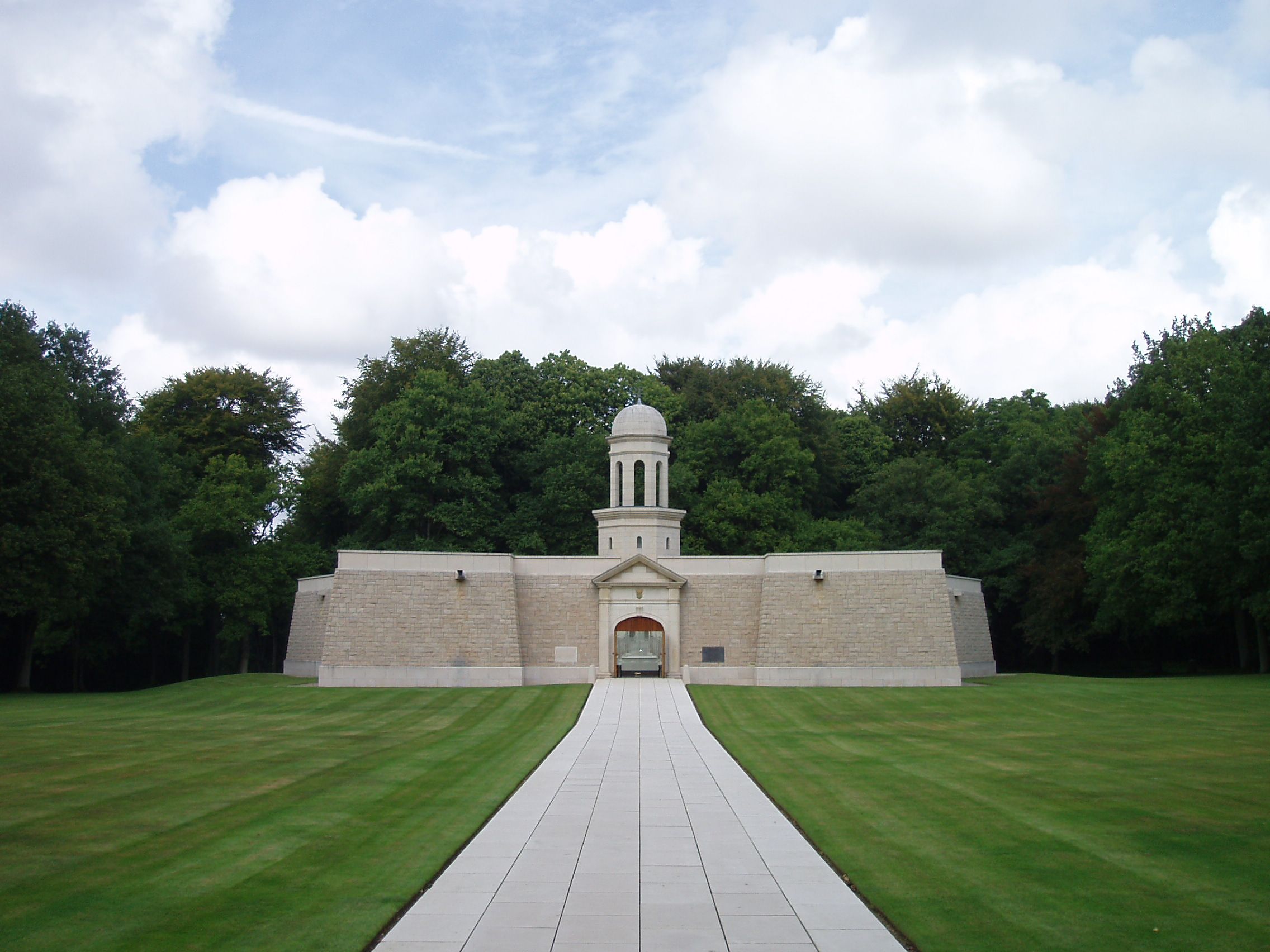
Le musée de Delville Wood.

Le 11 novembre 1986,  en face du cimetière militaire et du monument inauguré en 1926, , Pieter Botha, président de la République sud-africaine, inaugure le musée commémoratif, en présence de vétérans sud-africains, du sous-préfet de Péronne, de Gaston Duclercq, maire de Longueval, du gouverneur militaire de Lille, d'hommes politiques et de ministres sud-africains (Pik Botha, Lourens Munnik, Adriaan Vlok), de représentants du Transkei, du Ciskei, du KwaZulu, Lebowa, KwaNdebele ou entre autres du Gazankulu, et dans l'assistance, de membres du Front national et de l'Union nationale des parachutistes.
Réplique du Fort de Bonne-Espérance du Cap, ce musée commémoratif, bâti autour de la Croix de la Consécration, commémore les 25 000 volontaires sud-africains, hommes et femmes de toutes races et de toutes religions, tombés au cours de la Première Guerre mondiale, de la Seconde Guerre mondiale et la guerre de Corée (1950-1953) et présente des documents sur la participation de l'Afrique du Sud au blocus de Berlin (1948-1949) ,.
Deux maisons de style colonial, représentent, selon l’architecte, les deux peuples blancs d’Afrique du Sud, et le mur semi-circulaire, les remparts de la civilisation. Les peintures et les sculptures sont les œuvres des Sud-Africains Mike Edwards, Danie de Jager et Jo Roos.
Le mémorial national sud-africain, le parc à l’exception du musée et le cimetière militaire Delville Wood Cemetery, sont protégés au titre des monuments historiques : inscription par arrêté du 28 mars 2017.

## Autres lieux de mémoire évoquant le bois Delville

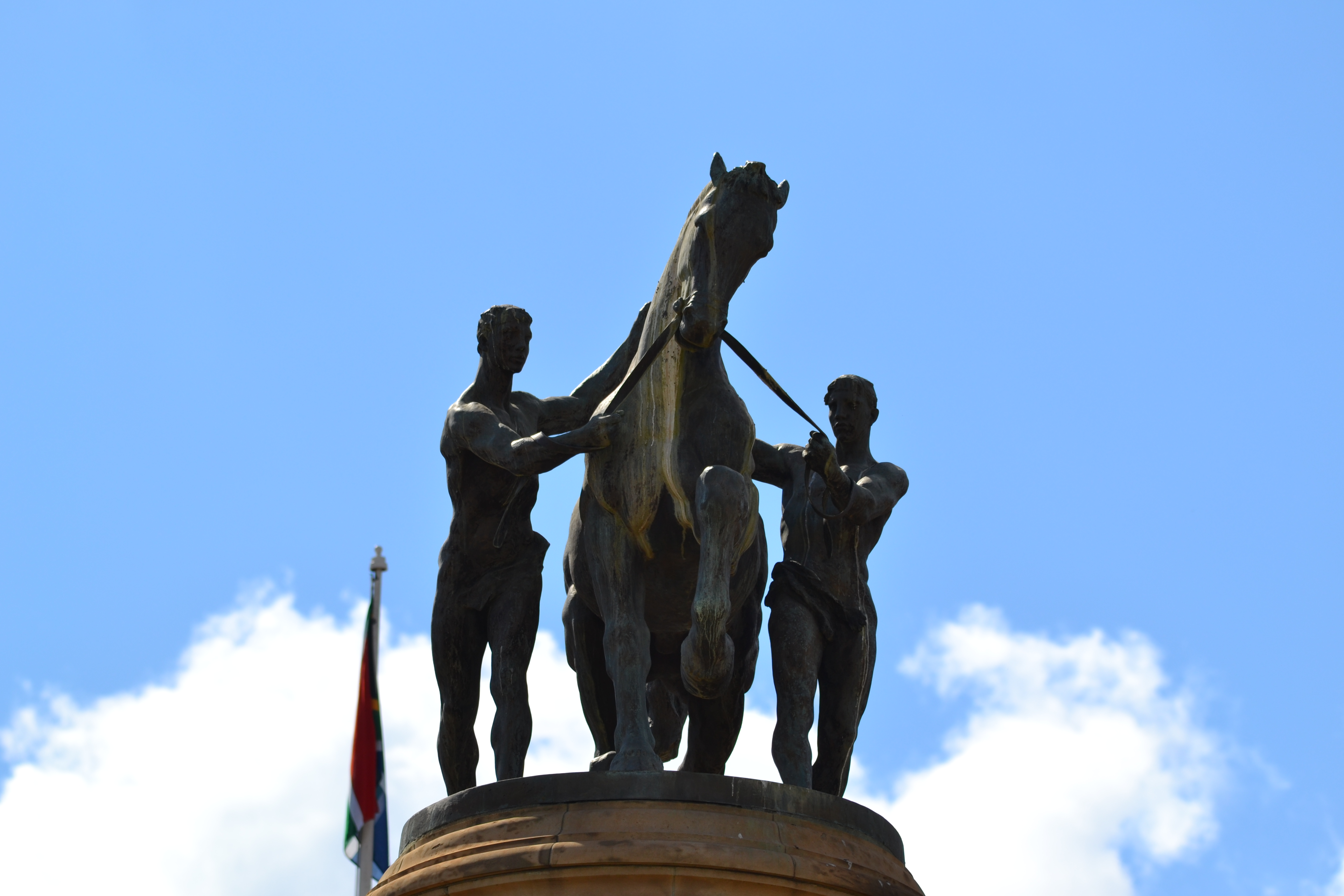
Pretoria, Delville Monument, statue des Dioscures, réplique de celle de Longueval.

Deux autres monuments similaires représentent les Dioscures :
- l'un à Pretoria, le Delville Monument devant les Union Buildings ;
- l'autre au Cap, commémorent la bataille du bois Delville.